# Atalaric
Atalaric (516 - 534) fou rei dels ostrogots i rei d'Itàlia del 526 al 534.
Atalaric va succeir el seu avi Teodoric el Gran al capdavant del Regne Ostrogot d'Itàlia. Era fill d'Amalasunta, filla de Teodoric, i d'Eutaric, d'origen visigot, que hauria estat l'hereu si no hagués mort l'any 522. Quan va accedir al tron només tenia 10 anys. La regència, per tant, va quedar en mans de la seva mare, la qual cosa no va agradar la noblesa goda. I menys encara l'educació romana que estava rebent el noi ni l'actitud amistosa de la reina amb l'Imperi Romà d'Orient.
Els nobles van decidir retenir el jove i educar-lo en la tradició gòtica. La duresa del canvi era superior a les forces del rei i va morir quan només tenia 18 anys. Per tal de mantenir el poder, Amalasunta es va tornar a casar amb el seu cosí Teodat, fill d'Amalafrida, germana de Teodoric. Aquest es va coronar rei i va fer exiliar la seva esposa al llac de Bolsena i la va fer matar l'any 535.